# Zedlitz
Zedlitz is een plaats in de Duitse deelstaat Thüringen, en maakt deel uit van de Landkreis Greiz. Met zeven andere gemeenten maakt Zedlitz deel uit van de Verwaltungsgemeinschaft Münchenbernsdorf, een gemeentelijk samenwerkingsverband.
Zedlitz telt 722 inwoners.